# Nelson-Mandela-Statue (Pretoria)
Die Nelson-Mandela-Statue ist eine überlebensgroße Bronzefigur des ehemaligen Präsidenten der Republik Südafrika und Friedensnobelpreisträgers Nelson Mandela (1918–2013). Das von den Bildhauern André Prinsloo und Ruhan Janse van Vuuren geschaffene Werk befindet sich vor den Union Buildings, dem Sitz der südafrikanischen Regierung in Pretoria, der Hauptstadt Südafrikas.

## Geschichte
Im Juni 2013 wurde der Bau einer Nelson-Mandela-Statue beschlossen; im Juli des gleichen Jahres wurden die südafrikanischen Bildhauer André Prinsloo und Ruhan Janse van Vuuren mit der Ausführung beauftragt. Die Statue sollte bereits vier Monate später, am Day of Reconciliation (Tag der Versöhnung) fertiggestellt sein. Zunächst wurden verschiedene Ausführungen diskutiert, im Sinne des auf Versöhnung hinweisenden Zeitpunkts wurde eine Version mit ausgebreiteten Armen beschlossen. Die Statue wurde in 147 Einzelstücken in vier verschiedenen Gießereien gegossen und anschließend in Kapstadt montiert. Arme und Beine wurden in der Niederlassung der Montagefirma in Kwazulu-Natal gegossen und anschließend mit Spezialfahrzeugen an den Endmontagestandort transportiert. Die Kosten für die Statue beliefen sich auf acht Millionen Rand.
Um einen geeigneten und für die Bedeutung Mandelas angemessenen Platz zur Aufstellung vor den Union Buildings zu finden, wurde die Statue von Barry Hertzog, einem burischer General und ehemaligen Premierminister der Südafrikanischen Union auf Anordnung der amtierenden Regierung und mit Zustimmung der Familie Hertzog von seinem bisherigen Standort an einen anderen Ort auf dem Gelände der Union Buildings umgesetzt. Die Einweihung der Nelson-Mandela-Statue erfolgt termingerecht am 16. Dezember 2013, dem Day of Reconciliation. Nelson Mandela war am 5. Dezember 2013 verstorben.

## Beschreibung
Die Statue ist überwiegend aus Bronze hergestellt. Die innere Struktur wurde aus Edelstahl gefertigt. Das Gesamtgewicht beträgt ca. 3,5 Tonnen, der Edelstahlanteil wiegt 800 Kilogramm. Mit einer Höhe von 9,0 Metern ist es die höchste Bronzestatue Mandelas weltweit (Stand 2021). Die Spannweite der ausgebreiteten Armen misst 8,0 Meter. Die Statue zeigt einen lächelnden Mandela, seine Arme sind ausgestreckt und seine Hände sind geöffnet, als wolle er die Nation umarmen und die Geste kann als Friedensbotschaft für die Welt aufgefasst werden.

## Konflikt
Nach Aufstellung der Statue entdeckten einige Besucher eine kleine Kaninchen-Figur im rechten Ohr Mandelas. Die Bildhauer erläuterten, dass diese Figur lediglich ihr Markenzeichen sei sowie ein Hinweis, um zu erklären, wie schnell sie gearbeitet hätten, um die Statue rechtzeitig fertigzustellen. Das Wort haas bedeutet in der Afrikaans-Sprache sowohl Hase bzw. Kaninchen als auch Eile. So meinten sie, um die Eile der Fertigstellung zu dokumentieren, sei die kleine Figur ein sinnvolles Zeichen. Auch waren sie der Ansicht, dass die Kaninchen-Figur in nahezu neun Metern Höhe und im Gehörgang fast versteckt, vom Erdboden aus kaum zu erkennen sei. Sie konnten mit dieser Argumentation die offiziellen Stellen jedoch nicht überzeugen. Auf Anordnung von Regierungsvertretern wurde das unpassende Objekt entfernt.

## Vergleich mit weiteren Nelson-Mandela-Statuen

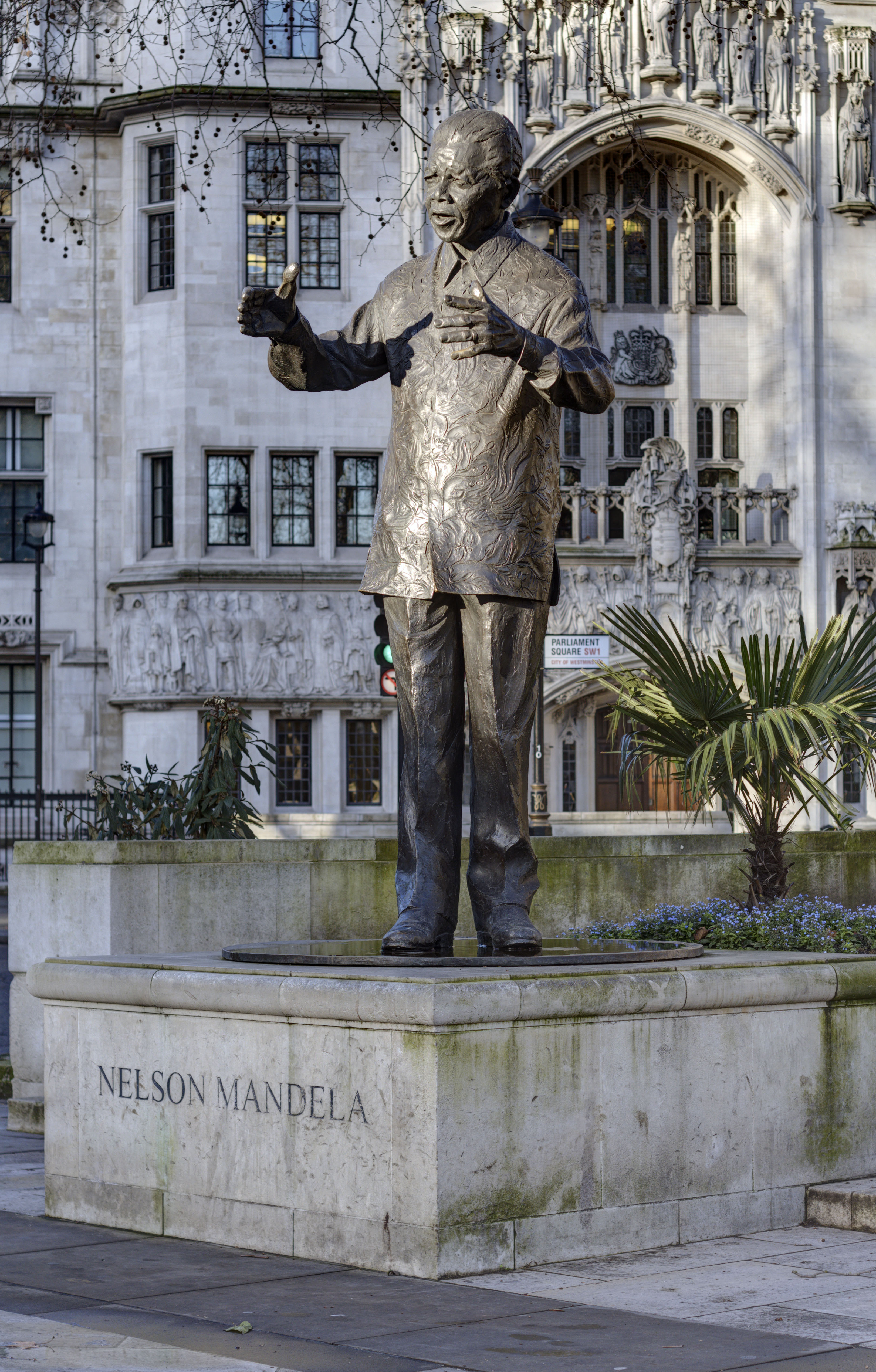
London

Weltweit existieren weitere Nelson-Mandela-Statuen, die ihn in unterschiedlichen Haltungen zeigen.
- Die Nelson-Mandela-Statue in London stellt Mandela mit leicht angewinkelten, vorgestreckten Armen dar, während er eine Botschaft verkündet.
- Während die Statue in Pretoria Mandela in friedlicher Pose darstellt, zeigt ihn die Version in Washington, D.C. als Revolutionär mit erhobener, zur Faust geballten rechten Hand, einer Geste, die auch die Black-Power-Bewegung verwendet.